# 溪福里
溪福里為台灣新北市板橋區轄下之一里，位於板橋區西南端，西接樹林區。面積約0.6215平方公里，人口約有1.4萬多人，是板橋區人口最多的里。該里於1994年由溪洲里分出。